# Зої Ме
Зої Аніна Кресслер (нім. Zoë Anina Kressler, нар. 6 жовтня 2000), відома як Зої Ме (нім. Zoë Më) — швейцарська співачка й авторка пісень. Представниця Швейцарії як країни-господарки на Пісенному конкурсі Євробачення 2025 в Базелі з піснею «Voyage».

## Біографія
Зої Аліна Кресслер народилася в Базелі, Швейцарія, згодом жила в Німеччині, а 2009 року переїхала з родиною до Фрібура, де живе і зараз. Почала займатися музикою у віці 10 років, любов до французької мови незабаром почала формувати її музичність. У 12 років написала свою першу пісню під назвою «Wörter», яка була натхненна відвідування концерту ірландського гурту The Script. Через три роки Зої стала переможницею обласного музичного конкурсу.

## Кар'єра

### 2020—2024: ранні роки
2020 року випустила свій перший альбом — Momoko, який містить 12 пісень.
Вміння поєднувати культури за допомогою музики принесло Зої широке визнання. 2024 року вона здобула нагороди «SRF 3 Best Talent» і «RTS Artiste Radar». Її двомовний мініальбом Dorienne Gris привів до виступів на престижних фестивалях, зокрема Montreux Jazz Festival і Luzern Live. Також виступала як запрошена співачка на концертах Ремо Форрера та Джої Марлен у їхніх турах.
Окрім усього цього, з 2023 року Зої під псевдонімом Rue More вокально бере участь у записі пісень для ді-джеїв у жанрі EDM. Так, пісня «Dive» у виконанні співачки має понад 12 млн стримів на Spotify.

### 2025-дотепер: Євробачення та подальша кар'єра

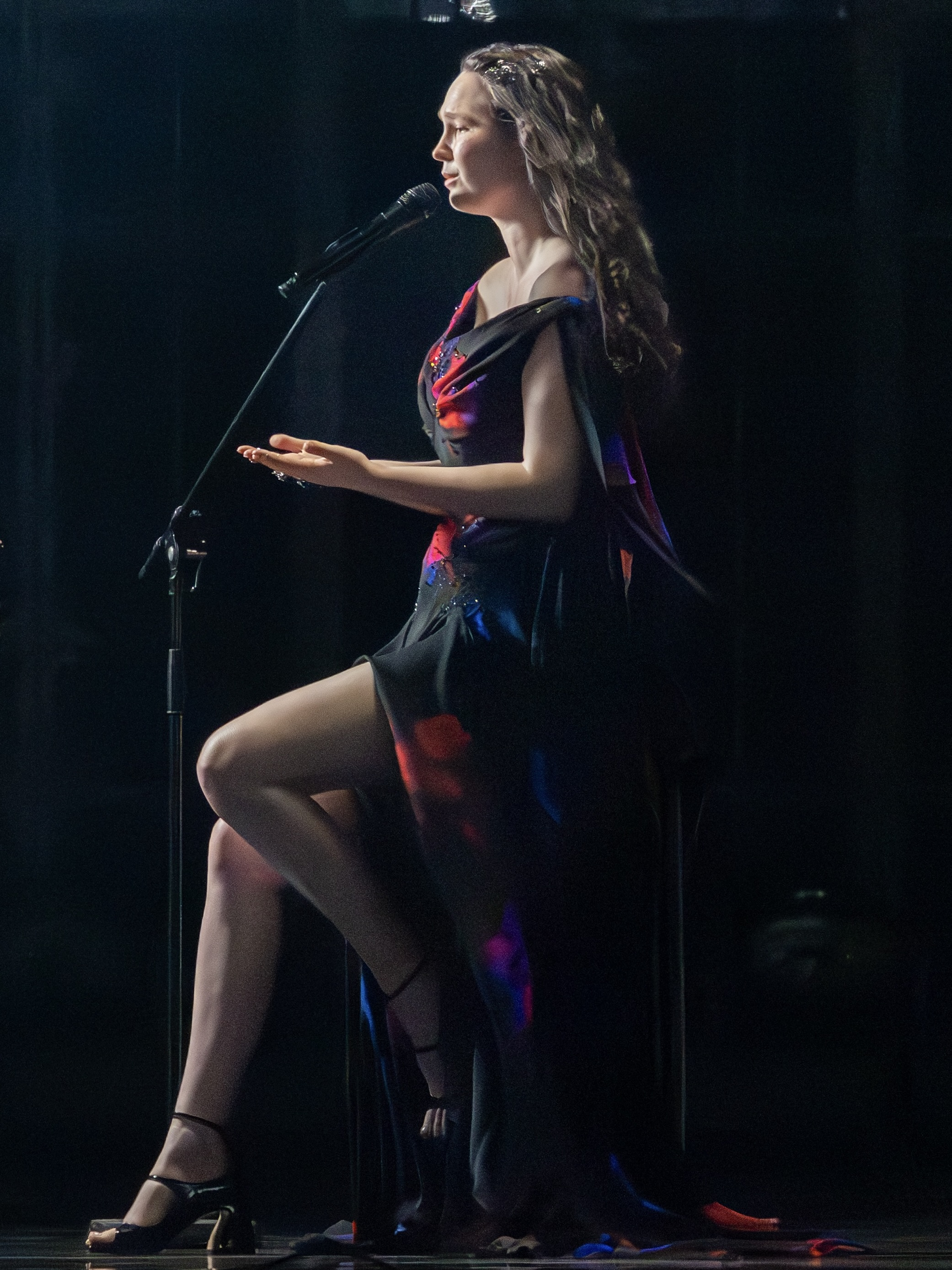
Зої Ме виконує пісню «Voyage» на сцені Євробачення 2025

5 березня 2025 року швейцарська телекомпанія SRG SRR оголосила, що Зої Ме представлятиме свою країну на Пісенному конкурсі Євробачення 2025 в рідному їй Базелі. 18 травня співачка виступила з піснею «Voyage» одразу у фіналі конкурсу, оскільки представляла країну-господарку. Так, Зої Ме фінішувала на 10 місці, здобувши 214 балів, усі з яких від журі — від глядачів Швейцарія не отримала жодного балу. Проте співачка разом зі співавторами «Voyage» — Емілі Міддлмас і Томом Олером, отримала Премію Марселя Безансона за композиторську роботу.
На початку липня 2025 року випустила пісню «Million de Mois». Як зазначає Зої Ме, «це пісня про те, як сильно сумуєш за кимось, що твій світ розпадається на дві частини».

## Музика і стиль
Зої Ме описує себе як «маленьку фею», глибоко пов'язану з двома культурами, оскільки співає німецькою та французькою мовами, поєднуючи поетичний поп із «шансоном». Музику Зої також називають «солодко-гірким поетичним попом, де меланхолія зустрічається з легкістю літа».

## Дискографія

### Альбоми
- Momoko (2024)

### Мініальбоми
- Le Loup (2024)
- Dorienne Gris (2024)

### Сингли
- Bärenbrüder (2018)
- Endlose Strasse (2019) разом із Pablo
- Itsuko (2020)
- Aimée (2020)
- Fallende Tänzer (2020)
- Kartenhaus (2020)
- Das Lied der Leichtigkeit (2021)
- Ok (2023)
- Lied ohne Ende (2023)
- Liste der Interdits (2024)
- Overdose (2024)
- Voyage (2025)

#### ЯкRue More
- Dive (2023) разом із Taiki Nulight
- Enough For You (2024) разом із EDGR, Alpha Morris
- Hold On (2024) разом із Mike Key